# Bálint Alsáni
Bálint Alsáni (Castelo de Alsán, c. 1330 - Pécs, 19 de novembro de 1408) foi um cardeal magiar da Igreja Católica, que serviu como bispo de Pécs e como seu administrador apostólico.

## Biografia
De uma família nobre, era filho de Janos Alsáni, governador de Mačva (ou Macsói), atualmente na Sérvia. Estudou na França e na Itália, obtendo um doutorado in utroque iure, tanto em direito canônico quanto civil. Foi professor em Esztergom. Além disso, foi cônego de Pécs, Veszprém e Esztergom de 1352 (ou 1353) até sua promoção ao episcopado.
Luís I da Hungria apresentou seu nome e foi confirmado pelo Papa Gregório IX como bispo de Pécs em 21 de julho de 1374, recebendo a ordenação episcopal antes de 25 de outubro seguinte. Foi vice-chanceler do rei Luís I da Hungria em 1373 (ou 1376) e embaixador da Hungria em Pádua, Veneza e Roma em 1381.
Ele teve um importante papel na assinatura do Tratado de Turim em 8 de agosto de 1381, que pôs fim às Guerras Veneziano-Genovesas. Em seu caminho para casa, ele trouxe as relíquias de Paulo de Tebas para a Hungria, junto com Pavao Horvat, o bispo de Zagreb.
Após a morte de Luís I em 1382, tornou-se partidário de Maria da Hungria e de sua mãe, Isabel da Bósnia, a quem acompanhou até a Dalmácia para proteger Pavao von Horvata e seu irmão Ivan Horvat, um antigo bano de Macsó. No entanto, Alsáni posteriormente juntou-se à liga de Sigismundo de Luxemburgo, e como resultado, os Horvats invadiram a Sírmia e incendiaram Pécs.
Criado pelo Papa Urbano VI como cardeal-presbítero no consistório de 17 de dezembro de 1384, recebeu o título de Santa Sabina em 9 de fevereiro de 1385. Com essa criação, passa a ser o administrador apostólico da sua antiga Sé. Em 1386, teve fracassada sua mudança para Quatro Santos Coroados.
Em 1397 ou 1398, torna-se cardeal protopresbítero do Sacro Colégio dos Cardeais.
Tornou-se membro do Conselho Real em 1400. Visitou o recém-eleito Papa Gregório XII como enviado de Sigismundo em 22 de agosto de 1407 em Viterbo para expressar o apoio ao seu rei e também pedir ajuda contra o Império Otomano. Adoeceu durante sua viagem a Siena e, como resultado, retornou para casa através de Veneza.
Morreu em 19 de novembro de 1408, em Pécs.

### Conclaves
- Conclave de 1389 - não participou da eleição de Pietro Tomacelli como Papa Bonifácio IX
- Conclave de 1404 - não participou da eleição de Cosmato Gentile de' Migliorati como Papa Inocêncio VII
- Conclave de 1406 - não participou da eleição de Angelo Correr como Papa Gregório XII